# Inanantona
Inanantona – gmina na Madagaskarze, w regionie Vakinankaratra, w dystrykcie Betafo. W 2001 roku zamieszkana była przez 15 768 osób. Siedzibę administracyjną stanowi miejscowość Inanantona.